# Saint-Ismier
Saint-Ismier is een gemeente in het Franse departement Isère (regio Auvergne-Rhône-Alpes). De plaats maakt deel uit van het arrondissement Grenoble. Saint-Ismier telde op 1 januari 2022 7.087 inwoners. 
De kerk van Saint-Ismier dateert uit de 12e eeuw.

## Geografie
De oppervlakte van Saint-Ismier bedroeg op 1 januari 2022 14,9 vierkante kilometer; de bevolkingsdichtheid was toen 475,6 inwoners per km². De gemeente ligt ten oosten van de Chartreuse in het dal van de rivier de Isère.

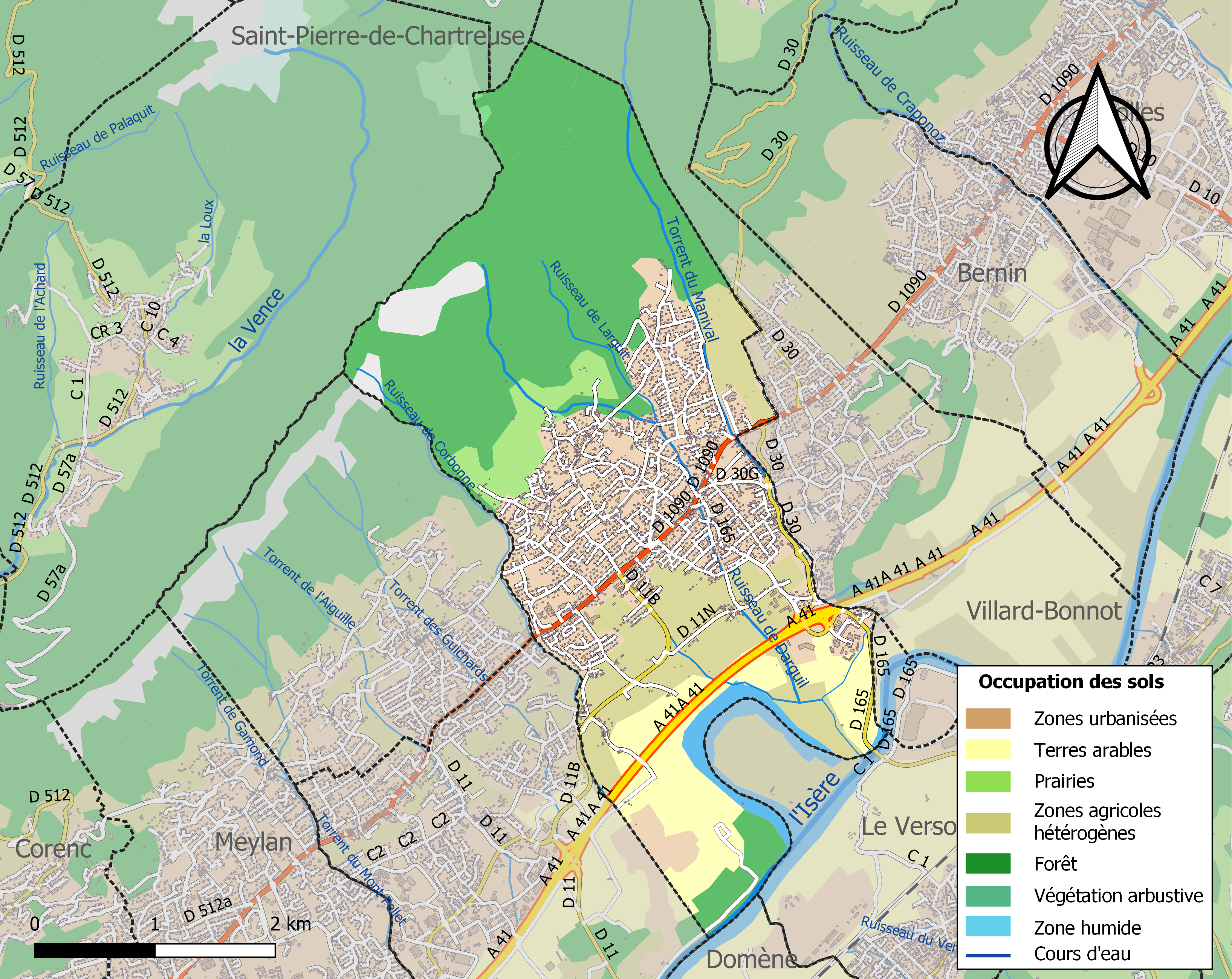
Kaart van de gemeente met de belangrijkste infrastructuur, bodemgebruik en omliggende gemeenten

## Demografie
Onderstaande figuur toont het verloop van het inwonertal (bron: INSEE-tellingen).

## Afbeeldingen

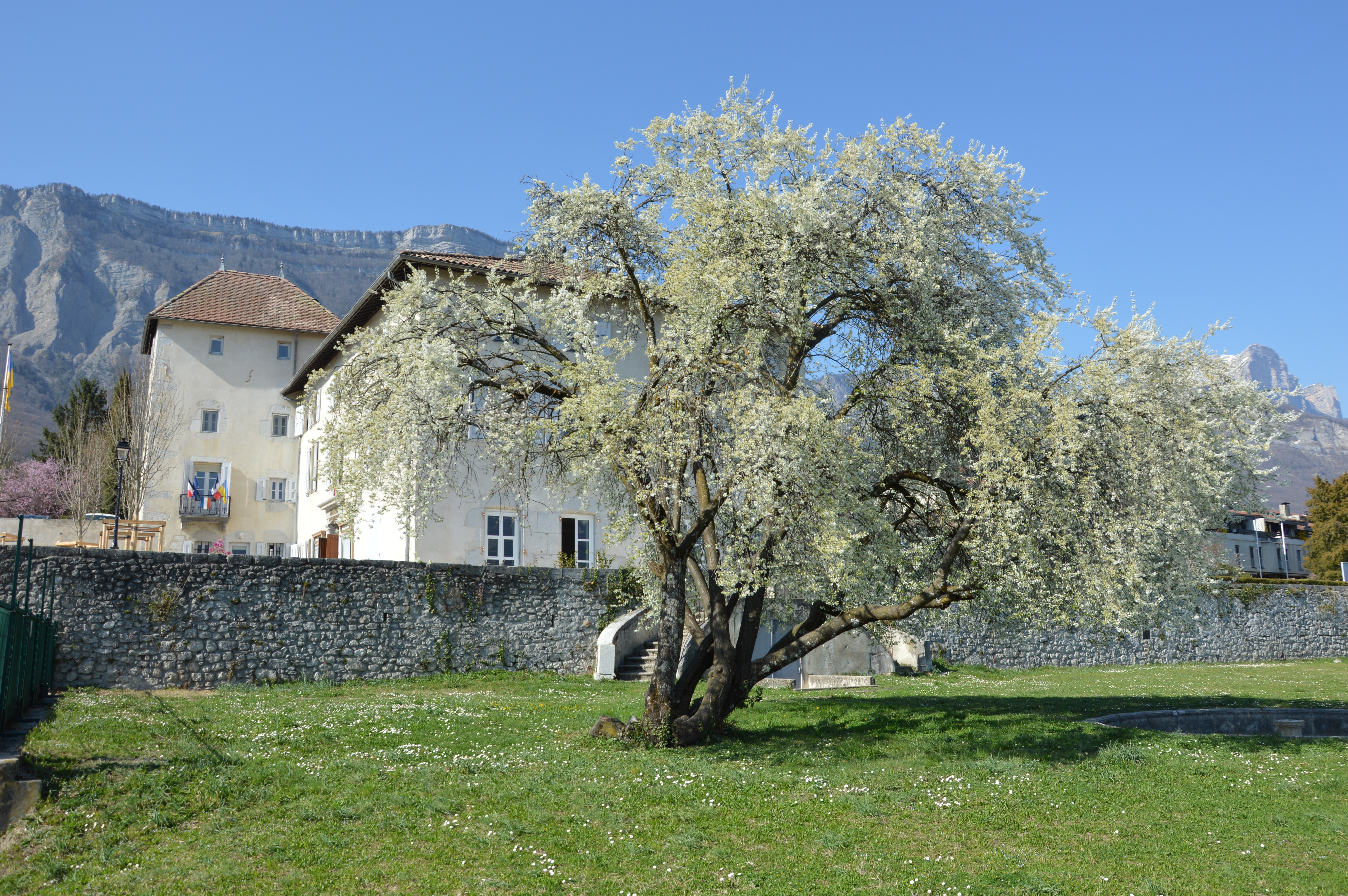
Gemeentehuis
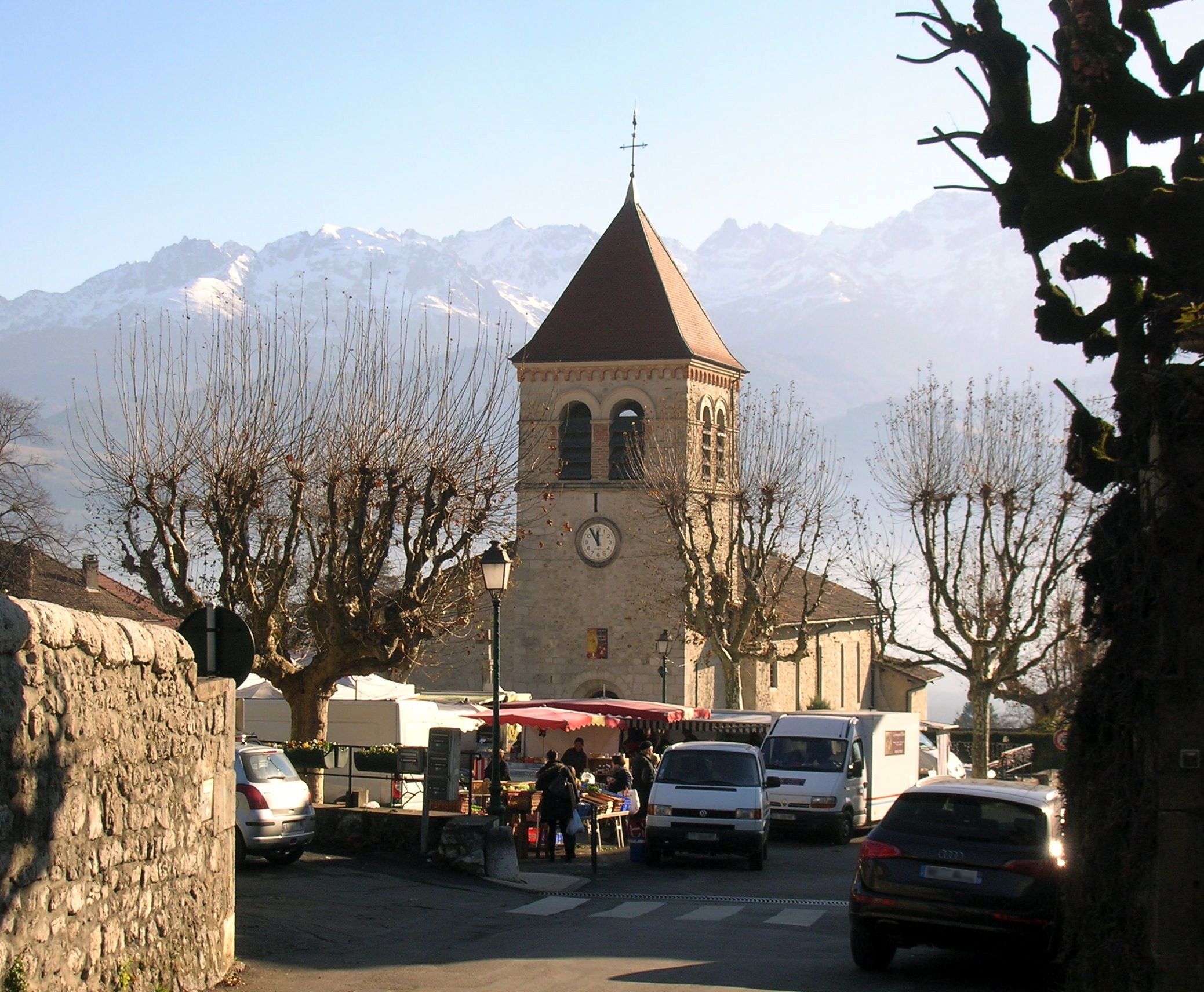
Église Saint-Philibert
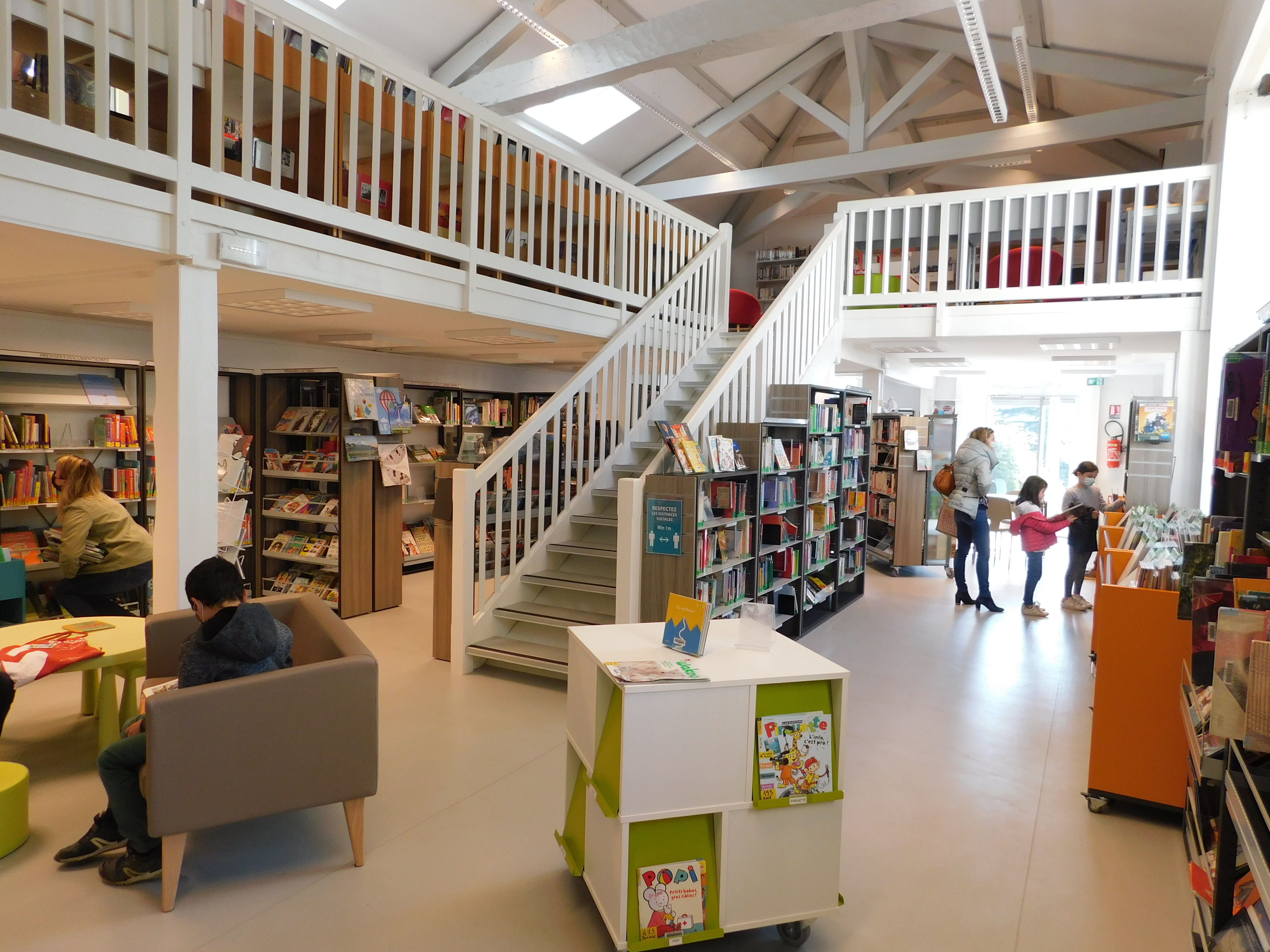
Mediatheek